# まほろばステーション (ラジオ番組)
「まほろばステーション」は、ミュージックバード制作、日本各地のコミュニティFMを通じて放送されていたラジオ番組である。放送時間は土曜深夜（日曜午前）1:00 - 5:00（ネット局によって放送時間が異なる場合あり）。

## 概要
2011年4月2日放送開始。
長時間の放送のうち、午前3時を境にメインパーソナリティが入れ替わる実質二部構成となっている。さらに、番組内に様々なコーナーや別のパーソナリティー担当のコーナーが放送されている。
当初は0:00開始の5時間番組として放送されていたが、2016年1月2日より0時台に新番組が開始されたことに伴って開始時刻が1時間繰り下がり4時間番組となった。
土曜深夜から日曜早朝にかけての生放送は「アクティブステーションBBS」「Radio Magic NEXT」「まほろばステーション」とタイトルは変わりつつ、一部出演者やコーナーは引き継がれて長い期間放送されてきたが、2017年6月24日をもって放送終了となった。

## 出演者
第一部（1・2時台）メインパーソナリティ
- 森雅紀（第1週）
- 野崎淳之介（第1週）※第1週は第一部・第二部合わせて4時間メインパーソナリティを担当している
- 田川まゆみ（第2週）
- 後藤千尋（第2週）
- 藤田じゅん（第3週）
- DJ ARCHE（第4週）

第二部（3・4時台）メインパーソナリティ
- 野崎淳之介
- 日下新紀子

コーナー出演
- 田澤恭平
- 葛原秀美
- コビー夏山

### 過去の出演者
- 植田路実（第一部メインパーソナリティ）
- 千野ひとみ（第二部メインパーソナリティ）
- 山川智也（第一部メインパーソナリティ）
- 貞谷亜耶子（第一部メインパーソナリティ）

## 第一部の内容
1:00から3:00までの放送。
2017年1月から週替わりのパーソナリティおよびコンセプトで放送している。なお、2016年12月まではパーソナリティおよびコンセプトは固定で、メッセージテーマを設けず、リスナーからのフリーメッセージをコーナーの合間に紹介していた。
各週のコンセプトは以下の通り。
- 第1週

妖怪、超常現象、都市伝説などオカルトな話題を中心に送る。
- 第2週「真夜中の音楽室」（2017年1月-3月は第4週に放送）

電話インタビューやネタコーナー、曲のリクエストなど、様々なジャンルのコーナーを送る。
- 第3週

“世界へ、明日へ繋がる”をキーワード、海外の話題や明日への活力になる話題を送る。
- 第4週「メイドイン女子部」（2017年1月-3月は第2週に放送）

アニメや特撮にまつわる話題を中心に送る。
- 第5週がある際は第二部の時間帯も含めて、特別企画が放送された。

### コーナー
- FMドラゴンゲート（2時台）

プロレス団体・DRAGON GATEの最新情報を紹介。担当は野崎淳之介。
- まほろばレコーズ（2時台）
- ニッポン大好き!ジパングRADIO（週替わりコーナー、2時台）
  - （第1週）牧村隆輝のミュージックトリビア
  - （第2週）日本ベンチャー大学放送室
  - （第3週）31年目社長　桑名伸の営業バンザイ!
  - （第4週）ウッディークボデラの「樹の声を聞け」

## 第二部の内容
3:00から5:00までの放送。この時間帯のタイトルは「ザキとニッキーの今夜も朝まで爆走エクスプレスZ」。
この時間帯では毎週メッセージテーマを設け、リスナーから寄せられたテーマに関するメッセージを様々なコーナーの合間に紹介。

### コーナー
- FMナチュール（第1週、3時台）
- ミッドナイト・ムー（第2週、3時台）
- ラジオ　アスレチック　ユニバース（第4週、3時台）
- コビー夏山の2分間劇場（3時台、または4時台）
- ニッポン大好き!ジパングRADIO Ⅱ（週替わりコーナー、3時台）
  - （第2週）ダイヤモンドジャパン
  - （第3週）細川稀叶とウーマンイノベーション協会
  - （第4週）その時、人生の転機
  - 週替わりコーナーが無い第1週と第5週はメッセージ紹介の時間などに充てられる。
- 大喜利進化論 あの言葉の続きを探れ（3時台）

リスナーからお題に関する面白いネタを募集。一番面白かったネタを投稿したリスナーに番組特製ステッカーをプレゼントしている。
- Nikky’s Music Tour（4時台）

世界の国や都市にスポットを充てて、その土地にまつわる話題や音楽をジャンルを問わずに紹介する。進行は日下新紀子。
- 後藤千尋のこれ聴け!ラボ（4時台、第3週のみ休止）
- 心のハーブティー（第3週、4時台）

## 過去に放送されたコーナー
- ロミの食ズバ!
- コビー夏山の電波の詩人（2時台）
- 大喜利セカンド 大喜利おもらし（4時台）

3時台の大喜利コーナーで惜しくも選出から漏れてしまった投稿ネタを紹介する。
- 午前2時の赤マムシ（2時台）
- ラジオしゃべり場（2時台）

毎週議題を設け、議題に対するリスナーの意見を紹介する。
- あやこ先生の時間（4時台、第3週のみ休止）

幼稚園で働いた経験がある貞谷亜耶子が子供に関する遊びや絵本、話題などを紹介する。